# Élections municipales de 1957 au Congo belge
Le 8 décembre 1957, des élections municipales, appelées consultations, eurent lieu au Congo belge dans les villes de Léopoldville, Élisabethville et de Jadotville,,,.
Il s'agit des premières élections organisées sur le territoire actuel de la république démocratique du Congo, qui amènent à la création des principaux partis politiques congolais, même si aucun n'y participe alors en tant que tel. Le grand vainqueur de ce scrutin à Léopoldville est l’Alliance des Bakongo (ABAKO), qui n’est encore qu’une organisation culturelle et la seule entité à faire campagne. 

## Législation
Un nouveau décret en date du 10 mai 1957 marque le couronnement de cette volonté de continuité. Il comportait les textes concernant l'organisation politique et administrative des populations indigènes.
Avec le décret du 26 mars 1957 concernant l'organisation des villes, assimilable au Décret Communal en Belgique, la formule démocratique est largement prônée au niveau de l'organisation des villes basées sur une communauté Belgo-Congolaise, symbiose entre agglomérations blanches et congolaises, favorisant les relations de commerce, de travail, de contrats sociaux.
Le 26 mars 1957 fut signé le nouveau décret organisant les villes, et ce après quelque 8 années de préparations et de discussions.
Stanleyville, Bukavu, Luluabourg et Matadi étaient les suivantes à être concernées.

## Modalités

### Organisation des élections
Une commune est divisée en un nombre de circonscriptions égal à celui des Conseillers communaux. Au moment du vote, chaque électeur désigne nominalement, sous enveloppe déposée dans une urne scellée, le candidat de son choix. Les élections étaient non partisanes, mais les partis catholiques et socialistes cherchèrent à favoriser leurs candidats.

### Électeurs et candidats
Les candidats doivent être présentés par 20 personnes au moins et avoir accepté ce soutien.
La population consultée comprend tous les Belges, qu'ils soient de statut métropolitain ou congolais, à condition qu'ils résident de façon stable depuis au moins 6 mois dans la ville, aient au moins 25 ans, qu'ils soient de sexe masculin et n'aient pas encouru certaines condamnations. Les femmes pouvaient être candidates mais pas les prêtres, mesure visant les prêtres indigènes tentés par l'exemple de Fulbert Youlou.

## Résultats
Les candidats perçus comme nationalistes ont, dans la grande majorité des cas, gagné l'élection, et ceux perçus comme étant proches de l'administration coloniale ont perdu, ce qui, dans certains cas de personnalités populaires, a surpris les observateurs.

### Léopoldville
L'ABAKO obtint 133 sièges, dont son leader, Joseph Kasavubu, dans la commune de Dendale actuellement appelée commune de Kasa-Vubua, sur 170 dans les communes africaines avec 46 % du total des voix, et la majorité dans six conseils communaux africains sur huit.
Une femme fut élue dans le collège indigène; les deux candidates européennes ne furent pas élues.

## Suites
Le scrutin mène à la formation de nombreux partis dans le pays. Le tout premier parti politique congolais, l’Action socialiste (futur Parti du peuple) sera reconnu au cours du mois de décembre 1957. 